# Prosper Alfonsi
Prosper Alfonsi, né le 17 juin 1920 à Albertacce et mort le 15 mars 1991, est un homme politique français.  Il est le premier président de l'Assemblée de Corse du 20 août 1982 au 24 août 1984.

## Biographie
Directeur commercial de profession, il est conseiller général du canton de Calacuccia de 1945 à 1986 et maire d'Albertacce de 1965 à 1985.
Le 8 août 1982, il devient le premier président d'une assemblée régionale en France. Le 11 mai 1984, il demande au ministre de l'Intérieur Gaston Defferre la dissolution de l'assemblée.